# Ходзё Токимаса
Ходзё́ Токимаса (яп. 北条時政 хо:дзё: токимаса, 1138 — 6 февраля 1215) — японский военный и государственный деятель периода Камакура. Глава рода Ходзё. Занимал должность сиккэна сёгуната Камукура с 1203 до 1205 год.

## Биография
Представитель рода Ходзё. Сын Ходзё Токира, основателя рода, и внук Тайра-но Токиие. Родился в области Тагата провинции Идзу (в современной префектуре Сидзуока). Около 1156 года Ходзё Токимаса становится главой своего клана. Во время борьбы между Минамото-но Ёситомо и Тайра-но Киёмори (смута Хогэн 1156—1160 годов) воздерживался от поддержки одного из них. После победы последнего был нанесён удар по клану Минамото. Сына Ёситомо — Ёритомо — сослали в провинцию Идзу под надзор родственника Тайра — Токимасы. Тот честно выполнял задание Киёмори до 1179 года.
В 1180 году Минамото-но Ёритомо женился на дочери Токимасы — Масако. После этого Ходзё Токимаса стал тайно поддерживать планы Минамото по восстановлению влияния и свержения власти клана Тайра. Уже в том же году, воспользовавшись восстанием принца Мотихито, против клана Тайра выступил Минамото-но Ёритомо, которого поддержал Ходзё Токимаса. В родной провинции Идзу последнего Минамото Ёритомо основал свою ставку Камакура. После этого Ходзё Токимаса стал советником Минамото Ёритомо. В дальнейшей борьбе Минамото и Тайра не принимал участия в военных действиях.
В 1185—1186 годах Ходзё Токимаса вёл переговоры с императором Го-Тоба, добившись назначения своего зятя Минамото Ёритомо сёгуном, а также передачи поэтому прав назначать наместников (сюго) и земельных голов (дзито), оформившего сплошную власть клана Минамото над Японией. В дальнейшем Ходзё Токимаса становится влиятельным даймё Японии, установив в 1193—1194 годах контроль над провинциями Идзу и Суруга.
В 1199 году после смерти Минамото-но Ёритомо Ходзё Токимаса решил усилить своё влияние в государстве. Сначала он создал регентский совет, где наибольший вес имел сам Токимаса и его сын Ёситоки и дочь Масако. В то же время Ходзё Токимаса вступил в союз с влиятельным военачальником Кадзивара Кагетоки (ок. 1162—1200). Такое усиление Ходзё Токимасы привело к конфликту с новым сёгуном и внуком Токимасы — Минамото-но Ёрииэ. Но после казни в 1200 году Кадзивары Кагетоки по приказу сёгуна, влияние Ходзё Токимасы не уменьшилось. Он получил во владение провинцию Оми.
Впрочем отношения между сёгуном и Ходзё Токимасою продолжали ухудшаться. Поэтому в 1203 году последний воспользовался болезнью Ёрииэ, и стал готовить ему замену. В конце концов он заставил внука отказаться от должности сёгуна, а в 1204 году по приказу Ходзё Токимасы Минамото-но Ёрииэ был убит. В 1203 году Ходзё Токимаса назначил новым сёгуном другого своего внука Минамото-но Санэтомо (1203—1219) в обход сына Ёрииэ — Минамото-но Итимана (1198—1203).
В 1203 году Ходзё Токимаса становится сиккэном (регентом) при малолетнем сёгуне Минамото-но Санэтомо. В то же время Токимаса назначается сопредседателем ведомства мандокоро (вместе с Оэ-но Хиротой). С усилением своей власти Ходзё Токимаса стал все более страдать паранойей, опасаясь заговора. В 1203 году он по подозрению в заговоре приказал казнить своего родственника Хатакэяма Сигетаду (1164—1205), но сыновья Токимасы — Ёситоки и Токифуса выступили против этого. Впрочем Хатакеяму все равно казнили. Это вызвало недоверие Токимасу к своим родным. Он решил сделать сёгуном своего зятя Хирагу Томомасу. Не желая этого Ходзё Масако с братом Ёситоки устроили заговор, в результате которого в 1204 году Томомаса был убит.
В 1205 году Ходзё Токимасу заставили отречься от должности сиккэна и стать буддийским монахом. Вслед за этим он поселился в монастыре в Камакуре, где и умер в 1215 году.